# Szany-Rábaszentandrás vasútállomás
Szany-Rábaszentandrás vasútállomás egy Győr-Moson-Sopron vármegyei vasútállomás Szany településen, a MÁV üzemeltetésében. A két névadó település határvonala közelében, de teljesen szanyi területen helyezkedik el, a 8424-es út vasúti keresztezésétől északra, közvetlen közúti elérését a 84 312-es számú mellékút biztosítja.
A Magyar Falu Program keretében 2022-re felújításra került Szany-Rábaszentandrás vasútállomás felvételi épülete, mely március 26-án került átadásra. A vasútállomás 60 millió forint értékben újult meg. A felvételi épületnél digitáliseszköz-töltési lehetőség, Wi-Fi-kapcsolat és önkormányzati segítséggel utasmosdó került kialakításra.

## Vasútvonalak
Az állomást az alábbi vasútvonalak érintik:
- Pápa–Csorna-vasútvonal

## Kapcsolódó állomások
A vasútállomáshoz az alábbi állomások vannak a legközelebb:
- Egyed-Rábacsanak vasútállomás (Pápa–Csorna-vasútvonal)
- Rábahíd megállóhely (Pápa–Csorna-vasútvonal)

## Forgalom
| Járat        | Útvonal | Gyakoriság   |
| ------------ | --- | ------------ |
| személyvonat | Csorna – Rábapordány – Egyed-Rábacsanak – Szany-Rábaszentandrás – Rábahíd – Marcaltő – Nemesgörzsöny – Pápa | Napi 2-3 pár |
| személyvonat | Csorna – Rábapordány – Egyed-Rábacsanak – Szany-Rábaszentandrás                                             | Napi 2 pár   |